# وجانة
أوجانة أو بلدية وجانة إحدى بلديات دائرة الطاهير ولاية جيجل تبعد عن مقر الولاية حوالي 20 كلم يحدها كل من الطاهير و الأمير عبد القدر شمالا وتاكسنة و جيملة غربا والشحنة جنوبا وشرقا عدد سكانها حوالي10 ألف نسمة. ذات طابع سياحي، تعتمد على الفلاحة وتربية المواشي، وأيضاً زراعة الزيتون والأشجار الأخرى كالكروم وغير ذلك. سكانها ذو لهجة عربية أمازيغية فرنسية يسودها النطق الأمازيغي للحروف. أغلب أسماء الأشياء في هذه اللهجة اٍما فرنسية أو أمازيغية ومنها ما يلي. 
- البلدية (la mairie)
- المدرسة (لقراية)
- المروج (ارساغ)
- هضبة (ايروم)
- منطقة عامرة بالزيتون (زمورن)
- أرض مائلة (اجدير أو اجطيف)
- مركز البريد (البوسطة أو la poste)
- أرض منزلقة (سيخا)
- نبات الدمام (تادمامت)
- بحيرة مائية (اغبال)
- اسطبل (اداي)
- الساحة ( المراح)
- الحوش (الرحبة أو السقيفة)
- منطقة عامرة باشجار البلوط (تابلوت)
- الورشة (الشانتيي)
- المركب(الكومبلاكس )

| من دوائر الجزائر دائرة الطاهير                                                                 |
| بلديات الدائرة                                                                                 |
| بلدية الطاهير بلدية الأمير عبد القادر · بلدية وجانة بلدية الشحنة · بلدية أولاد عسكر            |
| مدن الدائرة                                                                                    |
| الطاهير الأمير عبد القادر · وجانة · الشحنة · أولاد عسكر                                        |
| أحياء و قرى                                                                                    |
| الثلاثة (الطاهير) · الزاوية (الطاهير) تاسوست (الأمير عبد القادر) · بوحمدون (الأمير عبد القادر) |
| موضوعات ذات صلة                                                                                |
| مدن مقترحة لتصبح ولايات · دائرة الطاهير · ولاية جيجل · تاريخ جيجل · إذاعة جيجل · الجزائر       |